# Phyllocnistis voutei
Phyllocnistis voutei är en fjärilsart som beskrevs av M. Hering 1932. Phyllocnistis voutei ingår i släktet Phyllocnistis och familjen styltmalar. Inga underarter finns listade i Catalogue of Life.